# Österreichische Computer Gesellschaft
Die Österreichische Computer Gesellschaft (OCG) ist ein gemeinnütziger Verein für die Förderung der Informationstechnologie unter Berücksichtigung ihrer Auswirkungen auf Mensch und Gesellschaft.

## Geschichte und Tätigkeiten
Der Verein wurde 1975 auf Initiative von Heinz Zemanek gegründet und hat Mitglieder aus den Bereichen der Wissenschaft, IT-Anwendung, Lehre und Ausbildung sowie Unternehmen des IT-Bereichs, und einer großen Zahl von Einzelpersonen.
Hauptzweck ist die Förderung und Bündelung von Wissen und Erfahrung im Gebiet der Informations- und Kommunikationstechnologie. Motor dieses Wissenstransfers sind die rund 25 Arbeitskreise, die sich mit Themen rund um E-Government, E-Business, E-Learning und E-Health befassen.

### Zertifikate
Seit der Einführung des Europäischen Computer-Führerscheins (ECDL) 1997 ist die Österreichische Computer Gesellschaft auch Träger der ECDL-Initiative in Österreich. Daneben werden weitere international anerkannte Zertifizierungen angeboten, etwa das zweistufige OCG Typing Certificate für Maschinschreibkenntnisse, das modular aufgebaute Zertifizierungsprogramm OCG Web Management (früher OCG WebPublisher) für die Bereiche Webdesign, Multimedia und Programmierung. Die OCG ist seit 2013 auch Zertifizierungsstelle für ISO/IEC 27001.

### Arbeitskreise
Zu den bedeutenden Arbeitskreisen zählen:
- Barrierefreiheit durch IKT[2]
- Forum e|Government[3]
- IKT-Ausbildung für LehrerInnen[4]

### Mitgliedschaft in Verbänden
- IFIP – International Federation for Information Processing (Weltdachverband)
- CEPIS – Council of European Professional Informatics Societies[5] (Europäischer Dachverband)
- ECDL Foundation (Trägerorganisation des Europäischen Computer Führerscheins – ECDL)[6]
- i-12 (Strategiekreis-Informatik), dem mehr als 10 deutschsprachige Informatikfachverbände angehören
- IT-Star (Vereinigung der nichtdeutschsprachigen Nachbarstaaten Österreichs)

### Kooperationen
- ACM – Association for Computing Machinery
- IEEE Computer Society
- Computergesellschaften der mittel- und osteuropäischen Nachbarstaaten